# 愛宕上杉通

仙台市中心部を通る愛宕上杉通

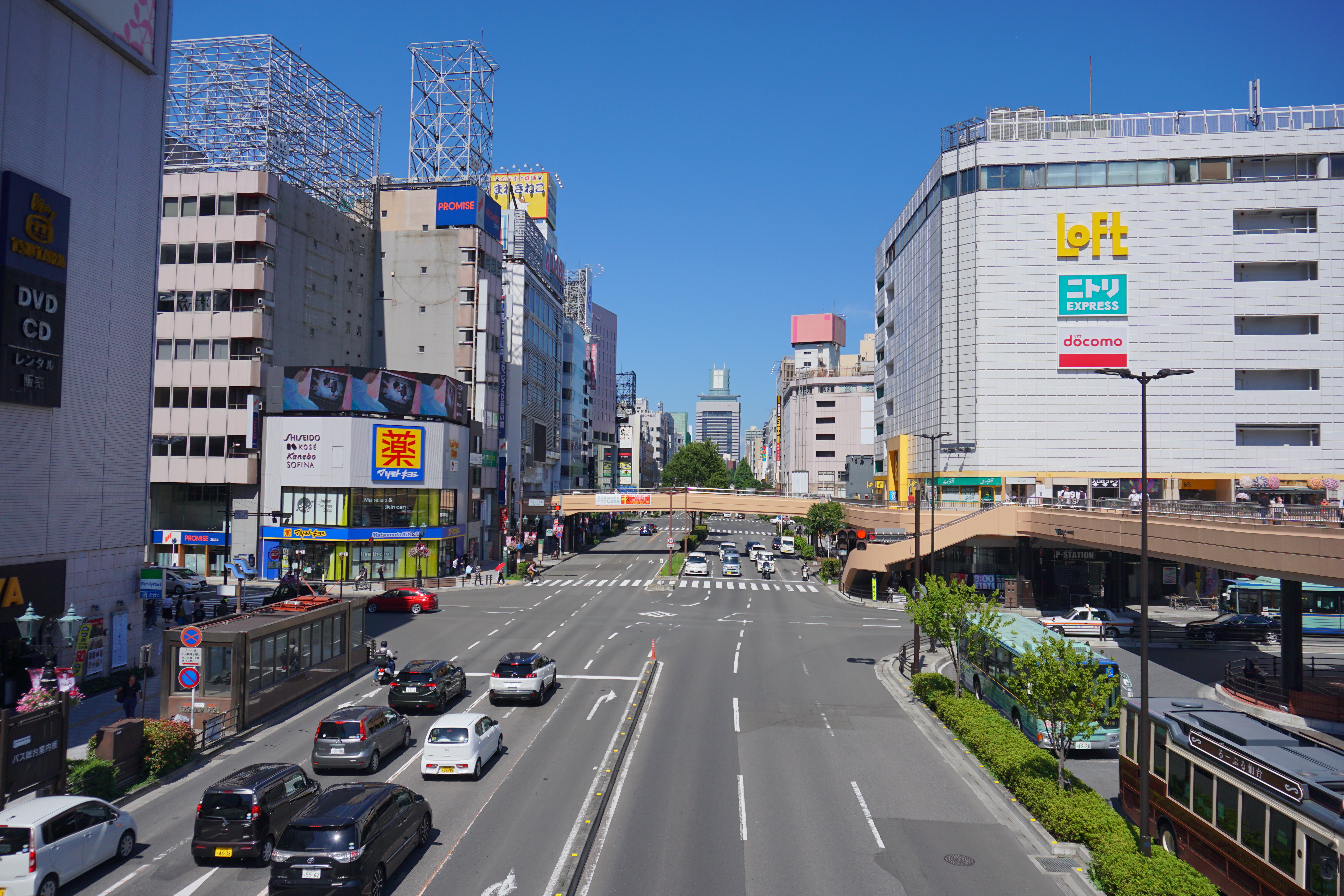
南町通交差点付近より、愛宕上杉通を北に望む。

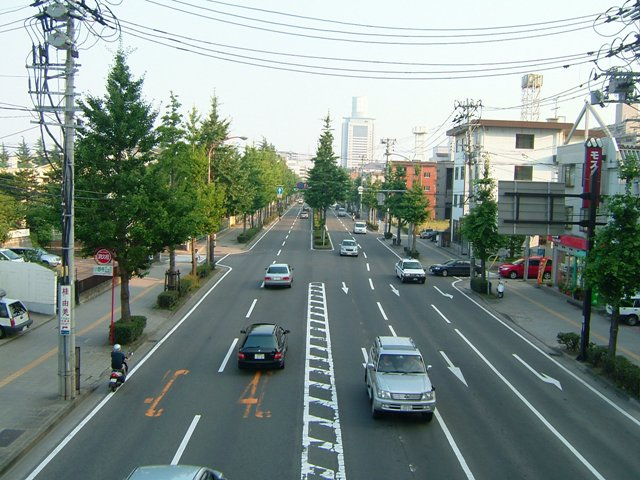
愛宕上杉通〔上杉山通〕（2005年7月。昭和町交差点の上にある昭和町歩道橋より南方向を撮影）

愛宕上杉通（あたごかみすぎどおり）は、宮城県仙台市を南北に縦貫する道路の1つである。北端は仙山線との立体交差する北仙台ガード（昭和町交差点付近）で、上杉地区およびJR仙台駅前を経由して、南端が愛宕大橋である。ほとんどの区間が青葉区内であるが、愛宕大橋付近は青葉区と太白区の境界となっている。国道286号の一部、宮城県道22号仙台泉線（旧国道4号）の一部、市道愛宕上杉通1号線、同2号線からなる。 仙台市の愛称命名道路のうちの1つで、公募により1983年（昭和58年）に命名された。北仙台ガード以北は県道22号仙台泉線として泉中央方面へ、愛宕大橋以南は国道286号（広瀬河畔通）として長町方面へ繋がる。

## 路線
愛宕上杉通は、以下の道路の総称である。なお、愛宕上杉通が広瀬通と交差する「中央2丁目交差点」で、仙台市道は南北に分割されて管理されており、同交差点を両者の起点としている。
- 仙台市道青葉1153号・愛宕上杉通1号線（全線）

終点：昭和町交差点、起点：中央2丁目交差点。全長：1,845.8m
- 仙台市道青葉1154号・愛宕上杉通2号線（全線）

起点：中央2丁目交差点、終点：仙台市立病院前交差点。全長：1,308.0m
- 国道286号（一部）

仙台市立病院前交差点～愛宕大橋南詰の区間
愛宕大橋交差点～愛宕大橋南詰の区間は、仙台市道青葉1312号・愛宕大橋線であったが、2008年（平成20年）4月1日から2016年（平成28年）3月31日までは国道4号として運用された。
愛宕上杉通は、北端の昭和町交差点付近から北四番丁通りとの接続部までの区間が片側2車線、北四番丁から東二番丁通りとの接続部（仙台市立病院前交差点）までの区間が片側3車線、市立病院前から愛宕大橋北詰までの区間が南行きが4車線、北行きが6車線、これより南の愛宕大橋は朝のラッシュアワーが北行き4車線と南行き2車線、それ以外の時間帯が片側3車線ずつのリバーシブルレーンとなっていたが、時代の流れによる交通変化を受けて、2016年3月21日をもって、上下線ともに片側3車線通行に固定され、廃止となった。
途中、勝山公園近くの北六番丁通りと北五番丁通り間の区間に、かつて上杉山通が1車線の一方通行時代からあった樹木を中央分離帯に残したため、上下線とも蛇行する形になっている。
愛宕上杉通との命名後も、旧町名や街路名として江戸時代から使用されてきた各構成道路の名称は残り、今でも上杉山通と東五番丁は頻繁に使われている。その一方で、清水小路は一部が国道286号となったため、道路名としてはあまり使われなくなり、日吉丁は存在すら忘れられた。
愛宕上杉通は複雑な経緯で造られたため、かつての各街路の区間とは異なるのに、定禅寺通（国道45号）との交差部である錦町公園前を境にして、北側を上杉山通、南側を東五番丁と認識している市民が見られる。また、仙台市道青葉1153号・愛宕上杉通1号線の区間である中央2丁目交差点（広瀬通と交差）から昭和町交差点まではイチョウ並木が整備されているが、このうち、中央2丁目交差点から錦町公園までの坂は「銀杏坂」との異名で呼ばれるようになった。1987年（昭和62年）、仙台市地下鉄南北線工事の路面復旧および同線開業に合わせて、東五番丁を中心に仙台駅西口周辺には英国製ガス灯（一部の柱頂部にはミニチュアの伊達政宗騎馬像が付置）が114基設置されたため、東五番丁の仙台駅前付近には「ガス灯のある街 五番街」という愛称が付けられた。このように、正式な道路名や愛称の他に、様々な呼称を持つのが愛宕上杉通の特徴である。
| 地形     | 境界となる道など                     | 旧町名 旧道路名                             | 現正式名                             | 愛称名 （仙台市） | 愛称名 （民間）          |
| -------- | ------------------------------------ | ------------------------------------------- | ------------------------------------ | ----------------- | ------------------------ |
| 上町段丘 | 昭和町交差点                         | （在郷道）                                  |                                      |                   |                          |
| 上町段丘 | 昭和町交差点                         | （在郷道）                                  | 仙台市道 青葉1153号 愛宕上杉通 1号線 | 愛 宕 上 杉 通    | フラワー あいさつ ロード |
| 上町段丘 | 北七番丁通                           | （在郷道）                                  | 仙台市道 青葉1153号 愛宕上杉通 1号線 | 愛 宕 上 杉 通    | フラワー あいさつ ロード |
| 上町段丘 | 上杉山通                             |                                             | 仙台市道 青葉1153号 愛宕上杉通 1号線 | 愛 宕 上 杉 通    | フラワー あいさつ ロード |
| 上町段丘 | 北一番丁通                           |                                             | 仙台市道 青葉1153号 愛宕上杉通 1号線 | 愛 宕 上 杉 通    | フラワー あいさつ ロード |
| 上町段丘 | （道なし）                           |                                             | 仙台市道 青葉1153号 愛宕上杉通 1号線 | 愛 宕 上 杉 通    | フラワー あいさつ ロード |
| 上町段丘 | 国道45号 （定禅寺通/花京院通）       |                                             | 仙台市道 青葉1153号 愛宕上杉通 1号線 | 愛 宕 上 杉 通    | フラワー あいさつ ロード |
| 段丘崖   | 銀杏坂                               |                                             | 仙台市道 青葉1153号 愛宕上杉通 1号線 | 愛 宕 上 杉 通    |                          |
| 段丘崖   | 銀杏坂                               | 元寺小路                                    | 仙台市道 青葉1153号 愛宕上杉通 1号線 | 愛 宕 上 杉 通    |                          |
| 中町段丘 | 銀杏坂                               | 日吉丁                                      | 仙台市道 青葉1153号 愛宕上杉通 1号線 | 愛 宕 上 杉 通    |                          |
| 中町段丘 | 銀杏坂                               | 日吉丁                                      | 仙台市道 青葉1153号 愛宕上杉通 1号線 | 愛 宕 上 杉 通    | 広瀬通                   |
| 中町段丘 | 仙台市道 青葉1154号 愛宕上杉通 2号線 | 日吉丁                                      | ガス燈の ある街 「五番街」           | 愛 宕 上 杉 通    |                          |
| 中町段丘 | 仙台市道 青葉1154号 愛宕上杉通 2号線 | 日吉丁                                      | ガス燈の ある街 「五番街」           | 愛 宕 上 杉 通    | 中央通（名掛丁）         |
| 中町段丘 | 仙台市道 青葉1154号 愛宕上杉通 2号線 | 東五番丁通                                  | ガス燈の ある街 「五番街」           | 愛 宕 上 杉 通    |                          |
| 中町段丘 | 仙台市道 青葉1154号 愛宕上杉通 2号線 | 北目町通 （旧六道の辻）                     | ガス燈の ある街 「五番街」           | 愛 宕 上 杉 通    |                          |
| 中町段丘 | 仙台市道 青葉1154号 愛宕上杉通 2号線 | 清水小路                                    |                                      | 愛 宕 上 杉 通    |                          |
| 中町段丘 | 仙台市道 青葉1154号 愛宕上杉通 2号線 | 仙台市立病院前交差点 （現東二番丁通と接続） |                                      | 愛 宕 上 杉 通    |                          |
| 中町段丘 | 国道286号                            |                                             |                                      | 愛 宕 上 杉 通    |                          |
| 中町段丘 | 奥州街道 （田町通/荒町）             |                                             |                                      | 愛 宕 上 杉 通    |                          |
| 段丘崖   | （道なし）                           |                                             |                                      | 愛 宕 上 杉 通    |                          |
| 段丘崖   | （道なし）                           | 愛宕大橋北詰 （土樋）                       |                                      | 愛 宕 上 杉 通    |                          |
| 下町段丘 | （橋なし）                           |                                             |                                      | 愛 宕 上 杉 通    |                          |
| 下町段丘 | （橋なし）                           | 広瀬川                                      |                                      | 愛 宕 上 杉 通    |                          |
| 下町段丘 | （橋なし）                           | 愛宕大橋南詰 （愛宕山）                     |                                      | 愛 宕 上 杉 通    |                          |
|          |                                      |                                             |                                      |                   |                          |

## 歴史
現在の愛宕上杉通は、江戸時代の仙台城の城下町では1本の道として存在しておらず、いくつかに分かれていた。それは、仙台が広瀬川の河岸段丘 上につくられたことと関係している。
のちに愛宕上杉通となる道は、仙台上町段丘面には上杉山通（南北道）が北七番丁から北一番丁まであり、段丘崖下の仙台中町段丘面には元寺小路と丁字路を形成して日吉丁（くの字に屈曲する道）があり、やや筋違いに東五番丁（北西から南東に延びる道）が続き、六道の辻で筋違いに清水小路（南北道）がさらに接続して、奥州街道を通す荒町（東西道）まで続いていた。荒町より南には段丘崖があって、仙台下町段丘面の土樋（東西道）に繋がる道は無かった。上杉山通では、城下町としての町割りは北七番丁までであったが、北六番丁を四ツ谷用水が流れていることもあって、概ね北六以北は台原段丘の麓まで農地が広がり、細い在郷道があるのみだった。また、上町と中町の両段丘の間の段丘崖に上杉山通と日吉丁との間を繋ぐ道はなく、中町と下町の両段丘の間の段丘崖に清水小路と広瀬川河畔を繋ぐ道もなかった。
1887年（明治20年）12月15日に仙台区（現仙台市）には日本鉄道本線（現JR東北本線）が開通するが、同線が通過する六道の辻ではこのとき、筋違いだった東五番丁と清水小路が直接繋げられ、くの字状に1本の道となった。

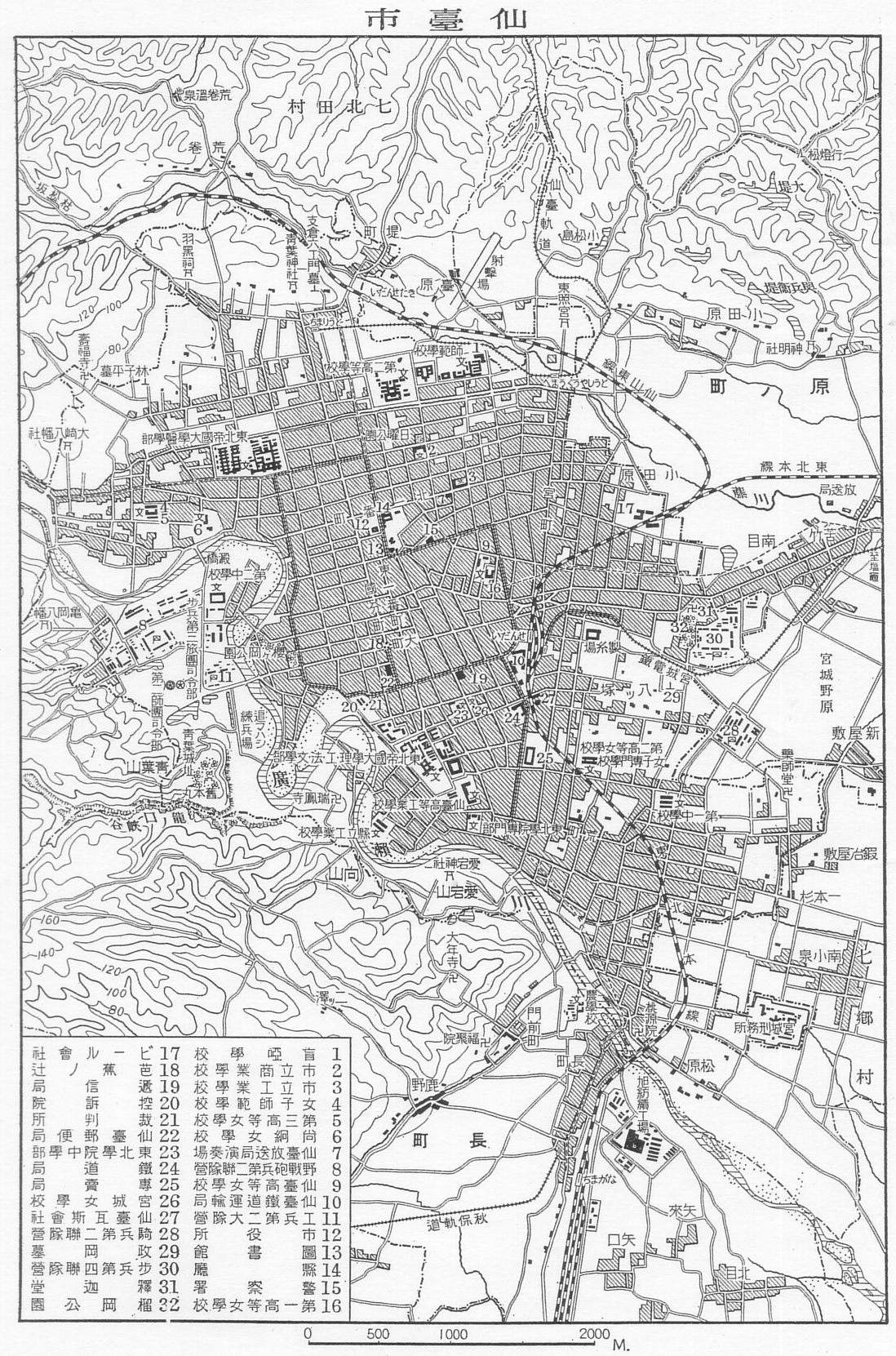
1927年（昭和2年）頃の仙台市の地図。

1923年（大正12年）には宮城師範学校が、1925年（大正14年）には（旧制）第二高等学校が、当時もまだ農地だった上杉山通沿いの北六番丁より北側に相次いで移転した。これにより、北八番丁辺りまで上杉山通は市街化された。
1931年（昭和6年）4月 仙台市が宮城郡七北田村荒巻（北仙台地区など）および北根を編入合併。これにより、七北田村内だった現在の愛宕上杉通北端部分も仙台市内になる。
仙台市電が1926年（大正15年）に開通するが、このときは長町線が荒町までの開通で留まった。その後、1933年（昭和8年）に清水小路の南端から段丘崖下の下町段丘面に降りる新道と共に荒町から愛宕橋間の市電が開通する。
第二次世界大戦中の1945年（昭和20年）7月10日、仙台市街地（おおよその現在の仙台市都心部）は仙台空襲により焦土と化すが、戦後に特別都市計画法に基いて戦災復興都市計画がつくられ、1946年（昭和21年）5月に仙台特別都市計画復興土地区画整理事業の区域（423.5ha）が決定、1947年（昭和22年）2月より戦災復興土地区画整理事業が施行された。このとき、東五番丁を拡幅の上で日吉丁を取り込んで北に延長し、段丘崖に新道を建設して上杉山道の南端に接続する道が造られ、また、元寺小路の南側に東西道の広瀬通が造られた。
高度経済成長後の1970年代、仙台市では大正時代以来の仙台市電に合わせた街づくりから、モータリゼーションに合わせた街づくりに変化させ、市電を廃止する一方で市内各所で道路の新設や拡幅を行った。1970年代半ばになると、五橋通が南端だった東二番丁通が南に延伸されて清水小路と接続し、清水小路の南側に続く道と広瀬川の対岸に新設された広瀬河畔通との間を繋ぐ愛宕大橋も完成する一方、仙台市電が廃止された。また、広瀬通から泉市（現・仙台市泉区）の旧七北田宿辺りまで続く「都市計画道路3.3.28元寺小路七北田線」が計画され、1979年（昭和54年）10月15日に上杉山通（北行き一方通行）を拡幅する形で、北一番丁から仙山線ガード（昭和町交差点）までの1,196メートルの区間が供用開始された（1985年（昭和60年）12月には仙山線ガードから泉市役所までの区間が供用開始）。
道路整備が一段落した1980年代初頭には、広幅員化された各々の道に愛称を付けることになり、上杉山通、東五番丁、清水小路などが拡幅されて1本となった道が愛宕上杉通と命名された。この道は、その南端で愛宕神社に通じ、その北部沿道では住居表示の実施で上杉と命名された街区を貫いている。

## 交差する道路
| 交差する道路                                                             | 交差する道路                                                           | 交差点など     | 路線番号                               | 道路愛称   |
| 西方向                                                                   | 東方向                                                                 | 交差点など     | 路線番号                               | 道路愛称   |
| ------------------------------------------------------------------------ | ---------------------------------------------------------------------- | -------------- | -------------------------------------- | ---------- |
| 宮城県道22号仙台泉線                                                     |                                                                        |                |                                        |            |
|                                                                          |                                                                        | 北仙台ガード下 | 宮城県道22号仙台泉線                   | 愛宕上杉通 |
| 宮城県道22号仙台泉線                                                     |                                                                        | 昭和町         | 市道青葉1153号愛宕上杉通1号線          | 愛宕上杉通 |
| 市道青葉769号堤下雷神南線                                                |                                                                        |                | 市道青葉1153号愛宕上杉通1号線          | 愛宕上杉通 |
|                                                                          | 市道青葉993号杉戸線                                                    |                | 市道青葉1153号愛宕上杉通1号線          | 愛宕上杉通 |
| 市道青葉766号北八番丁雨宮1号線                                           |                                                                        |                | 市道青葉1153号愛宕上杉通1号線          | 愛宕上杉通 |
| 市道青葉754号北九番丁3号線                                               |                                                                        |                | 市道青葉1153号愛宕上杉通1号線          | 愛宕上杉通 |
| 市道青葉751号北八番丁2号線＜北八番丁通り＞                               |                                                                        |                | 市道青葉1153号愛宕上杉通1号線          | 愛宕上杉通 |
|                                                                          | 市道青葉748号北七番丁2号線＜北七番丁通り＞                             |                | 市道青葉1153号愛宕上杉通1号線          | 愛宕上杉通 |
| 市道青葉746号北六番丁線＜北六番丁通り＞                                  | 市道青葉746号北六番丁線＜北六番丁通り＞                                | 上杉6丁目      | 市道青葉1153号愛宕上杉通1号線          | 愛宕上杉通 |
| 市道青葉744号北五番丁1号線＜北五番丁通り＞                               |                                                                        |                | 市道青葉1153号愛宕上杉通1号線          | 愛宕上杉通 |
| 市道青葉743号北四番丁岩切線＜北四番丁通り＞                              | 市道青葉743号北四番丁岩切線＜北四番丁通り＞                            | 上杉1丁目      | 市道青葉1153号愛宕上杉通1号線          | 愛宕上杉通 |
| 市道青葉1205号区画街路北21号線                                           |                                                                        |                | 市道青葉1153号愛宕上杉通1号線          | 愛宕上杉通 |
| 市道青葉742号北三番丁2号線＜北三番丁通り＞                               |                                                                        |                | 市道青葉1153号愛宕上杉通1号線          | 愛宕上杉通 |
| 市道青葉740号北二番丁線＜北二番丁通り＞                                  |                                                                        |                | 市道青葉1153号愛宕上杉通1号線          | 愛宕上杉通 |
| 市道青葉739号北一番丁2号線＜北一番丁通り＞                               |                                                                        |                | 市道青葉1153号愛宕上杉通1号線          | 愛宕上杉通 |
| 市道青葉1202号区画街路北17号線                                           |                                                                        |                | 市道青葉1153号愛宕上杉通1号線          | 愛宕上杉通 |
| 市道青葉1140号長刀丁線＜長刀丁通り＞                                     |                                                                        |                | 市道青葉1153号愛宕上杉通1号線          | 愛宕上杉通 |
| 市道青葉1198号区画街路北13号線                                           |                                                                        |                | 市道青葉1153号愛宕上杉通1号線          | 愛宕上杉通 |
| 国道45号＜定禅寺通＞                                                     | 市道青葉1141定禅寺通宮町線＜定禅寺通＞                                 |                | 国道45号 市道青葉1153号愛宕上杉通1号線 | 愛宕上杉通 |
| 市道青葉1218号錦町公園東線＜大仏前通り＞                                 | 国道45号＜花京院通＞                                                   |                | 国道45号 市道青葉1153号愛宕上杉通1号線 | 愛宕上杉通 |
|                                                                          | 市道青葉1273号区画街路南24号線                                         |                | 市道青葉1153号愛宕上杉通1号線          | 愛宕上杉通 |
| 市道青葉1269号区画街路南19号線                                           |                                                                        |                | 市道青葉1153号愛宕上杉通1号線          | 愛宕上杉通 |
|                                                                          | 市道青葉1224号不動前丁線＜不動前丁通り＞                               |                | 市道青葉1153号愛宕上杉通1号線          | 愛宕上杉通 |
|                                                                          | 市道青葉1275号区画街路南26号線                                         |                | 市道青葉1153号愛宕上杉通1号線          | 愛宕上杉通 |
| 市道青葉1222号元寺小路1号線＜元寺小路＞                                  |                                                                        |                | 市道青葉1153号愛宕上杉通1号線          | 愛宕上杉通 |
| 市道青葉1169号広瀬通1号線＜広瀬通＞                                      | 市道青葉1169号広瀬通1号線＜広瀬通＞                                    | 中央2丁目      | 市道青葉1153号愛宕上杉通1号線          | 愛宕上杉通 |
| 市道青葉1169号広瀬通1号線＜広瀬通＞                                      | 市道青葉1169号広瀬通1号線＜広瀬通＞                                    | 中央2丁目      | 市道青葉1154号愛宕上杉通2号線          | 愛宕上杉通 |
| 市道青葉1282号区画街路南34号線                                           |                                                                        |                |                                        | 愛宕上杉通 |
| 市道青葉1510号中央通線＜中央通り＞＜新伝馬町通り＞＜ハピナ名掛丁商店街＞ | 市道青葉1510号中央通線＜中央通り＞＜名掛丁通り＞＜ハピナ名掛丁商店街＞ |                |                                        | 愛宕上杉通 |
|                                                                          | 市道青葉1227号政岡通線＜政岡通り＞                                     |                |                                        | 愛宕上杉通 |
| 市道青葉1166号青葉通線＜青葉通＞                                         | 市道青葉1166号青葉通線＜青葉通＞                                       | 中央1丁目      |                                        | 愛宕上杉通 |
| 市道青葉1288号区画街路南40号線                                           |                                                                        |                |                                        | 愛宕上杉通 |
| 市道青葉1165号南町通1号線＜南町通＞                                      | 市道青葉1165号南町通1号線＜南町通＞                                    | バスプール前   |                                        | 愛宕上杉通 |
| 市道青葉1248号中央四丁目2号線                                            |                                                                        |                |                                        | 愛宕上杉通 |
| 市道青葉1245号柳町通1号線＜柳町通＞                                      |                                                                        |                |                                        | 愛宕上杉通 |
| 市道青葉1164号北目町通線＜北目町通＞                                     | 市道若林1号中央一丁目西宮城野線                                        | 中央4丁目      |                                        | 愛宕上杉通 |
|                                                                          | 市道若林2号新寺通線＜新寺通＞                                          | 五橋1丁目      |                                        | 愛宕上杉通 |
| 市道青葉1250号五橋一丁目1号線                                            |                                                                        |                |                                        | 愛宕上杉通 |
| 市道青葉1251号五橋一丁目2号線                                            |                                                                        |                |                                        | 愛宕上杉通 |
| 市道青葉1163号片平五橋通線＜五ツ橋通＞                                   | 市道若林50号連坊小路線＜連坊小路＞                                     | 五橋駅前       |                                        | 愛宕上杉通 |
| 国道286号＜東二番町通り＞                                                |                                                                        |                | 国道286号                              | 愛宕上杉通 |
| 市道青葉1315号片平丁線＜田町通り＞＜奥州街道＞                           | 宮城県道235号荒井荒町線＜荒町商店街＞＜奥州街道＞                      | 荒町           | 国道286号                              | 愛宕上杉通 |
| 市道青葉1313号土樋線＜土樋通り＞                                         | 市道若林1157号土樋藤塚（その1）線＜昭和市電通り＞＜土樋通り＞          |                | 国道286号                              | 愛宕上杉通 |
|                                                                          |                                                                        | 愛宕大橋       | 国道286号                              | 愛宕上杉通 |
|                                                                          |                                                                        |                | 国道286号                              | 愛宕上杉通 |
| 国道286号＜広瀬河畔通＞                                                  |                                                                        |                |                                        |            |

## 沿道の施設など

### 東五番丁通
- 仙台市地下鉄 南北線・五橋駅
- NTT東日本五橋第二ビル
- NTT東日本五橋第一ビル（NTT東日本-東北 本店・宮城支店）
- カメイ美術館
- JR仙台病院
- JR東日本仙台支社
- ホテルメトロポリタン仙台
- EBeanS
- 仙台パルコ2
- TSUTAYA仙台駅前店
- 仙台駅前バスプール
- 仙台市地下鉄 東西線 南北線・仙台駅
- 仙台駅前開発ビル
  - 仙台ロフト
- 東日本旅客鉄道仙石線・あおば通駅
- 仙台東宝ビル
  - リッチモンドホテルプレミア仙台駅前
- ドン・キホーテ仙台駅西口本店
- 東邦銀行仙台支店
- Date fm（銀杏坂スタジオ）
- 宮城県神社庁
- 法華クラブ仙台
- 錦町公園
- 仙台CATV

### 上杉山通
- ドコモ東北ビル（NTTドコモの東北支社ビル）
- 仙台北税務署
- 仙台市立上杉山通小学校
- 七十七銀行上杉支店
- 勝山公園
- 勝山企業
- 仙台放送
- イオンモール仙台上杉（2025年開業予定[13][14]）
- 東北大学明善寮・松風寮
- 宮城教育大学附属中学校
- 仙台市立上杉山中学校